# Мировой чемпионат по вычислениям в уме
Мировой чемпионат по вычислениям в уме — международный чемпионат для быстросчётчиков (любителей вычислять в уме), который проводится каждые два года в Германии с 2004 г..

## Мировой чемпионат по вычислениям в уме 2004
Первый чемпионат был проведён в Аннаберг-Буххольц 30 октября 2004 года. Было 17 участников из 10 стран.
В чемпионате были конкурсы и два сюрприза-задачи:
- Сложение десяти 10-значных чисел, 10 заданий на 10 минут.
  - Победитель: Альберто Кото Гарсия (Испания); 10 правильные результаты; 5:50 минут, мировой рекорд.
- Умножение двух 8-значных чисел, 10 заданий за 15 минут.
  - Победитель: Альберто Кото Гарсия (Испания), 8 правильных результатов.
- Расчёты календаря, две серии по одной минуте каждый, 1600—2100 годы.
  - Победитель: Маттиас Кессельшлагер (Германия), 33 правильные результата, мировой рекорд.
- Квадратный корень из 6-значного числа, 10 заданий за 15 минут.
  - Победитель: Ян ван Конингсвельд (Германия).

В общем рейтинге первое место занял Роберт Фонтейн (Великобритания), вторым стал Ян ван Конингсвельд (Германия), третьим — Альберто Кото Гарсия (Испания).

## Мировой чемпионат по вычислениям в уме 2006
Второй чемпионат состоялся 4 ноября 2006 года в Гисене. Приняли участие 26 калькуляторов из 11 стран.
В чемпионате были следующие конкурсы и два сюрприза-задачи:
- Сложение десяти 10-значных чисел, 10 заданий на 10 минут.
  - Победитель: Хорхе Артуро Мендоса Уэртас (Перу); 10 правильных результатов.
- Умножение двух 8-значных чисел, 10 заданий за 15 минут.
  - Победитель: Альберто Кото Гарсия (Испания).
- Расчёты календаря, две серии по одной минуте каждый, 1600—2100 годы.
  - Победитель: Маттиас Кессельшлагер (Германия).
- Квадратный корень из 6-значного числа, 10 заданий за 15 минут.
  - Победитель: Роберт Фонтейн (Великобритания).

Роберт Фонтейн (Великобритания) защитил свой титул в общем зачёте, места от 2 до 4 заняли Ян ван Конингсвельд (Нидерланды), Герт Миттринг (Германия) и Юсниер Виера (Куба).

## Мировой чемпионат по вычислениям в уме 2008
Чемпионат в 2008 году проходил в университете Лейпцига 1 июля 2008 года. Участвовали 28 калькуляторов из 12 стран:
- Сложение десяти 10-значных чисел, 10 заданий на 10 минут.
  - Победитель: Альберто Кото Гарсия (Испания), 10 правильных результатов в 4:26 минут, мировой рекорд.
- Умножение двух 8-значных чисел, 10 заданий за 15 минут.
  - Победитель: Альберто Кото Гарсия (Испания), 10 правильных результатов в 8:25 минут, мировой рекорд.
- Расчёты календаря, с 1600—2100 годы, одна минута.
  - Победитель: Ян ван Конингсвельд (Германия), 40 правильных результатов.
- Квадратный корень из 6-значного числа, 10 заданий за 15 минут.
  - Победитель: Ян ван Конингсвельд (Германия).

Альберто Кото Гарсия (Испания) выиграл в общем зачёте. Ян ван Конингсвельд стал вторым, Хорхе Артуро Мендоза Уэртас (Перу) заняла третье место. Роберт Фонтейн, который выиграл титул в 2004 и 2006 годах, занял четвёртое место. Пятое место занял Рюдигер Гамм (Германия).

## Мировой чемпионат по вычислениям в уме 2010
Чемпионат проходил в университете Магдебурга 6—7 июня 2010 года. Участвовали 33 калькулятора из 13 стран:
- Сложение десяти 10-значных чисел, 10 заданий на 10 минут.
  - Победитель: Альберто Кото Гарсия (Испания), 10 правильных результатов за 3:42 минуты, мировой рекорд.
- Умножение двух 8-значных чисел, 10 заданий за 15 минут.
  - Победитель: Марк Хорнет Санс (Испания), 10 правильных результатов в 4:56 минуты, мировой рекорд.
- Расчёты календаря, 1600—2100 годы, одна минута.
  - Победитель: Юсниер Виера (Куба), 48 правильных результатов, мировой рекорд.
- Квадратный корень из 6-значного числа, 10 задач.
  - Победитель: Приянчи Сомани (Индия) за 6:51 минуты, мировой рекорд.
- Наиболее универсальный калькулятор (лучший результат для решения шести неизвестных «задач-сюрпризов»).
  - Победитель: Джеральд Ньюпорт (США).

Приянчи Сомани (Индия) выиграла в общем зачёте. Марк Хорнет Санс (Испания) занял второе место, и Альберто Кото Гарсия стал третьим.

## Мировой чемпионат по вычислениям в уме 2012
Чемпионат проходил с 30 сентября по 1 октября 2012 года в Mathematikum музее в Гисене.
В нём приняли участие 32 калькулятора из 16 стран.
Чемпионат включал 5 основных конкурсов:
- Сложение десяти 10-значных чисел, 10 задач за 7 минут.
  - Победитель: Наофуми Огасавара (Япония); 10 правильных результатов за 191 секунду мировой рекорд.
- Умножение двух 8-значных чисел, 10 заданий на 10 минут.
  - Победитель: Фреддис Рейес Эрнандес (Куба), 10 правильных результатов за 361 секунду.
- Расчёты календаря, одна минута, 1600—2100 годы.
  - Победитель: Мягмарсурэн Тууруул (Монголия), 57 правильных результатов, мировой рекорд.
- Квадратный корень из 6-значного числа, 10 заданий на 10 минут.
  - Победитель: Наофуми Огасавара (Япония), 8 правильных результатов (5 знаков после запятой).
- Наиболее универсальный калькулятор (лучший результат для решения ещё 5 неизвестных «задач-сюрпризов»).
  - Победитель: Наофуми Огасавара (Япония), 500, высший балл.

Наофуми Огасавара (Япония) завоевал титул в общем зачёте (сочетание всех 10 категорий). Хуа Вэй Чан (Малайзия) занял 2 место, Ян ван Конингсвельд занял 3 место.

## Мировой чемпионат по вычислениям в уме 2014
Чемпионат прошёл с 10—12 октября 2014 года на факультете математики в Дрезденского технологического университета.
Приняли участие 39 калькуляторов из 17 стран.
Чемпионат включал в себя 5 основных конкурсов:
- Сложение десяти 10-значных чисел, 10 задач за 7 минут.
  - Победитель: Грант Чаккар (Индия); 10 правильных результатов за 242 секунды.
- Умножение двух 8-значных чисел, 10 заданий на 10 минут.
  - Победитель: Марк Хорнет Санс (Испания), 10 правильных результатов за 295 секунд, мировой рекорд.
- Расчёты календаря, одна минута, 1600—2100 годы.
  - Победитель: Марк Хорнет Санс (Испания), 64 правильных результата, мировой рекорд.
- Квадратный корень из 6-значного числа, 10 заданий на 10 минут.
  - Победитель: Нанду Шах (Индия), 10 правильных результатов за 135 секунд (каждая решённая задача до восьми значащих цифр), мировой рекорд.
- Наиболее универсальный калькулятор (лучший результат для решения ещё 5 неизвестных «задач-сюрпризов»).
  - Победитель: Андреас Бергер (Германия), 365/500.

Грант Чаккар (Индия) выиграл титул в общем зачёте (сочетание всех 10 категорий). Марк Хорнет Санс (Испания) был вторым, Тиэ Исикава (Япония) была третьей.

## Мировой чемпионат по вычислениям в уме 2016
Чемпионат проходил 23—25 сентября 2016 года в городе Билефельд. Приняли участие 31 калькулятор из 16 стран.
Чемпионат включал в себя 5 основных конкурсов:
- Сложение десяти 10-значных чисел, 7 минут.
  - Победитель: Юки Кимура (Япония).
- Умножение двух 8-значных чисел, 10 минут.
  - Победитель: Ли Чонхи (Южная Корея).
- Расчёты календаря, одна минута, 1600—2100 годы.
  - Победитель: Георги Георги́ев (Болгария), 66 правильных результатов, мировой рекорд.
- Квадратный корень из 6-значного числа, 10 минут.
  - Победитель: Юки Кимура (Япония).
- Наиболее универсальный калькулятор (лучший результат для решения ещё 5 неизвестных «задач-сюрпризов»).
  - Победитель: Ли Чонхи (Южная Корея).
- Трофей Memoriad.
  - Победитель: Юки Кимура (Япония).

Юки Кимура (Япония) завоевал титул в общем зачёте (сочетание всех 10 категорий). Тэцуя Оно (Япония) был вторым, Ли Чонхи (Южная Корея) была третьей.

## Мировой чемпионат по вычислениям в уме 2018
Чемпионат состоялся 28—30 сентября 2018 года в Научном центре «Фаэно» в Вольфсбурге. Участвовали 82 калькулятора из 24 стран мира. прошли квалификацию и приняли участие 33 калькулятора из 17 стран.
Кубок мира включал 5 основных конкурсов:
- Сложение десяти 10-значных чисел, 7 минут.
  - Победитель: Ли Чонхи (Южная Корея).
- Умножение двух 8-значных чисел, 10 минут.
  - Победитель: Томохиро Изеда (Япония).
- Расчёты календаря, одна минута, 1600—2100 годы.
  - Победитель: Марк Хорнет Санс (Испания), 71 правильный результат, мировой рекорд.
- Квадратный корень из 6-значного числа, 10 минут.
  - Победитель: Томохиро Изеда (Япония).
- Наиболее универсальный калькулятор (лучший результат для решения ещё 5 неизвестных «задач-сюрпризов»).
  - Победитель: Венцель Грюс (Германия).

Томохиро Изеда (Япония) завоевал титул в общем зачёте (сочетание всех 10 категорий). Хирото Ихара (Япония) финишировал вторым и Венцель Грюс (Германия) стал третьим.

## Мировой чемпионат по вычислениям в уме 2020/202x
Чемпионат мира планировалось провести 21—23 августа 2020 года в Heinz Nixdorf MuseumsForum (крупнейшем в мире компьютерном музее) в Падерборне, Германия. Из-за пандемии COVID-19 его перенесли на неопределённый срок.